# Frédéric Dumon

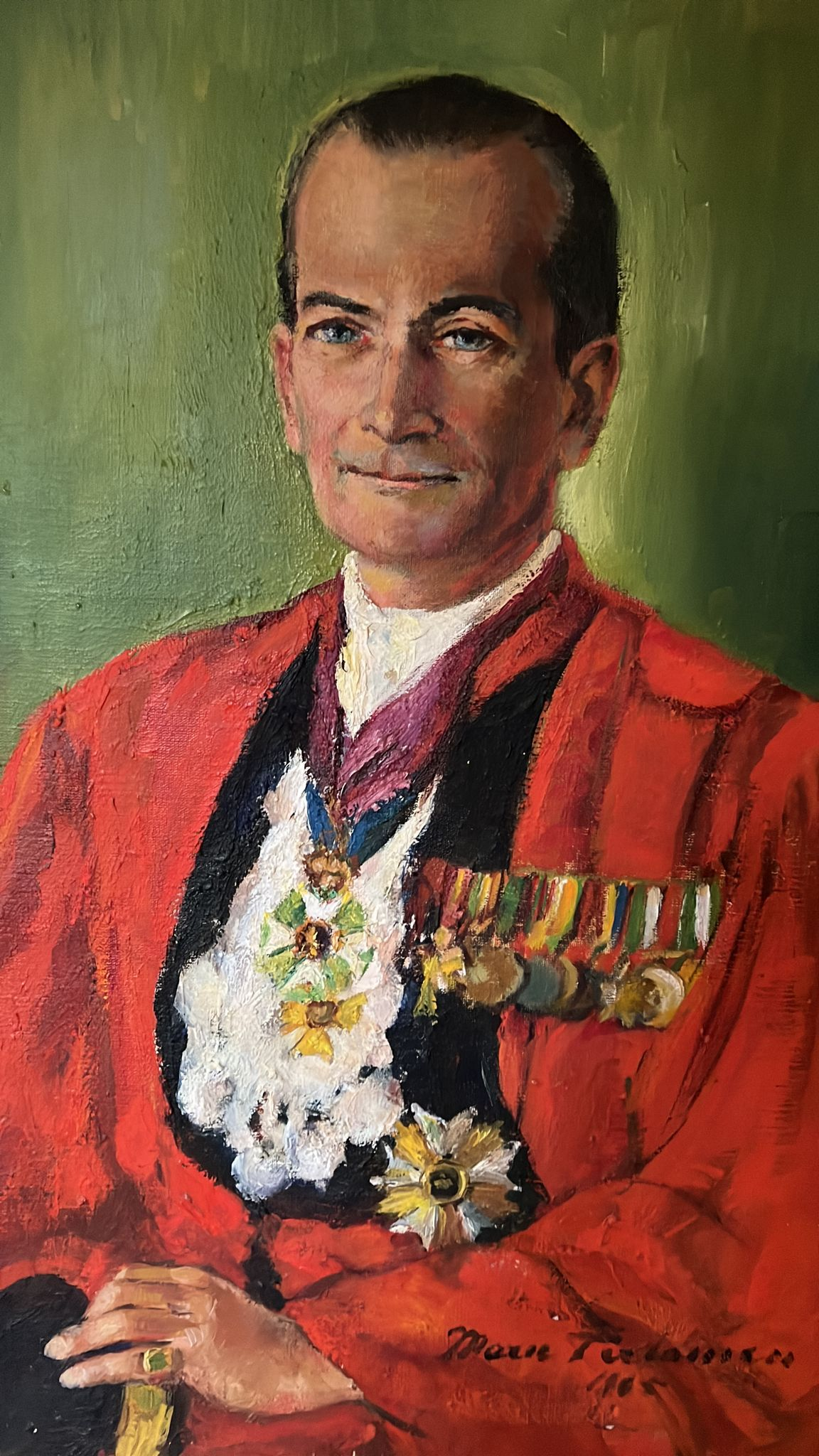
Frédéric DUMON, Procureur Général à la Cour de Cassation de Belgique, en toge et médailles.

Frédéric Alphonse Jules Arthur Dumon (Brugge, 20 april 1912 - Vorst, 4 februari 2000) was een Belgisch magistraat en hoogleraar.

## Levensloop
Frédéric Dumon, ook Freddy genoemd, was de zoon van Frédéric Dumon, industrieel en consul van Uruguay en van Marie-Thérèse Sohet, uit een Brugse familie die behoorde tot de liberale burgerij. Hijzelf trouwde in 1935 met de Luikse Mariette Goffin (1914-2004), en ze hadden een zoon en drie dochters.
Na zijn middelbare studies aan het Koninklijk Atheneum in Brugge en zijn universitaire studies aan de ULB waar hij de graden van doctor in de rechten (1935) en licentiaat in het notariaat (1936) behaalde, was Dumon ingeschreven als stagiair aan de Brugse balie (1935-1937). In 1937 werd hij substituut van de procureur des Konings in Kortrijk.
In 1939 werd hij opgeroepen als krijgsauditeur te velde. Tijdens de Achttiendaagse Veldtocht volgde hij de regering naar Bordeaux en vandaar trok hij, samen met Fernand Lepage, over Spanje en Portugal naar Londen. Hij slaagde erin ook zijn gezin naar Engeland over te brengen.

## Oorlogstijd
Dumon vond onmiddellijk activiteit in de nieuwe Dienst voor de Staatsveiligheid die werd opgericht door zijn vriend Lepage. In juli 1941 vertrouwde deze hem de directie toe van de antenne die in Lissabon was opgezet. Langs daar transiteerden koeriers van en naar België, met informatie in de ene richting en met fondsen voor het Verzet in de andere richting. Maar de jonge Dumon handelde nogal eigengereid en nam initiatieven (onder meer door contacten op te nemen met andere geheime diensten), met als gevolg dat hij einde december 1941 naar Londen werd teruggeroepen.
De vriendschap werd vijandschap en Dumon begon een echte campagne tegen Lepage. De toestand werd zo ongezond dat Lepage, hierin gesteund door eerste minister Hubert Pierlot, hem in mei 1942 definitief uit de dienst verwijderde. Voor de rest van de oorlog werkte Dumon als juridisch raadgever bij de minister van Buitenlandse Zaken en vervulde ook een zending in Belgisch-Congo.

## Terug in België
In 1944 organiseerde Dumon de militaire auditoraten bij de Krijgsraden, die de berechting van collaborateurs op zich namen. Hij werd ook regeringsafgevaardigde bij de commissie voor oorlogsmisdaden bij de Verenigde Naties. In 1945 werd hij substituut procureur-generaal in Gent waar hij als advocaat-generaal Fernand Lepage aantrof, die hij in 1953 opvolgde. In 1954 werd hij advocaat-generaal bij het Hof van Cassatie en vervolgens procureur-generaal bij hetzelfde Hof. Hij was ook advocaat-generaal bij het Benelux-Gerechtshof. Door zijn conclusies en adviezen, die vaak geciteerd werden en door zijn bijdragen in rechtskundige tijdschriften werd Dumon een gezagvolle personaliteit in de rechterlijke wereld.
Hij was ook hoogleraar aan de ULB en de VUB, en docent aan de Krijgsschool en aan het Europacollege in Brugge.
Hij werd lid van de Koninklijke Vlaamse Academie van België voor Wetenschappen en Kunsten. Hij was stichtend voorzitter van de Belgische afdeling van de Internationale Unie van Magistraten, waar hij van 1963 tot 1965 algemeen voorzitter van was.
In 1983 werd hij in de erfelijke adelstand opgenomen met de persoonlijke titel van burggraaf. Hij werd begraven op het kerkhof van Sint-Kruis bij Brugge.

## Publicaties
- La répression de la collaboration avec l'ennemi (1944-1952), in: La Revue Générale, janvier-février 1951, pp. 57–65.
- La Communauté franco-afro-malgâche. Ses origines, ses institutions, son évolution, octobre 1958-juin 1960, ULB, Brussel, 1960.
- Le Brésil. Ses institutions politiques et judiciaires, ULB, Brussel, 1964.
- Tendances constitutionnelles des nouveaux états d'Afrique, Brussel, 1965.
- Preadvies over de toetsing van de wet aan de Grondwet, Zwolle, 1967.
- La mission des cours et tribunaux. Quelques réflexions, in: Journal des Tribunaux, 1975.
- De la motivation des jugements et de la foi due aux actes, in: Journal des Tribunaux, 1978.
- De l'état de droit, in: Journal des Tribunaux, 1979.
- La Cour de justice Benelux, Bruylant, Brussel, 1980.
- Le Benelux et l'harmonisation du droit, in: Journal des Tribunaux, 1982.
- Complexité et multiplicité des lois et des règlements actuels, in: Mélanges offerts à Robert Legros, ULB, Brussel, 1985.
- Walter J. Ganshof van der Meersch et la répression de la collaboration avec l’ennemi, in: Themanummer Le vicomte Ganshof van der Meersch, Journal des Tribunaux, 26 maart 1994.